# Proof (raper)
Proof, właściwie DeShaun Dupree Holton (ur. 2 października 1973 w Detroit, zm. 11 kwietnia 2006 tamże) – amerykański raper i członek grup D12, 5elementz, Promatic i Goon Sqwad.
Proof rozpoczynał swoją karierę w "Hip Hop Shop", hip-hopowym klubie w Detroit, organizując walki freestyle. To właśnie tam poznał ludzi, którym zaproponował stworzenie grupy, która później nazywała się D12. Proof zginął 11 kwietnia 2006 roku o 4:30 nad ranem w klubie "CCC" na 8 Mili w Detroit w wyniku strzelaniny. Został postrzelony trzykrotnie w korpus oraz głowę. Zmarł na miejscu. Został pochowany na cmentarzu Woodlawn w Detroit. Zabójcą Proofa był Mario Etheridge, ochroniarz w lokalu, gdzie miała miejsce strzelanina.
Eminem nagrał piosenki "You're Never Over" oraz "Difficult" wspominające go. "You're Never Over" znalazła się na albumie Eminema Recovery.

## Dyskografia

### Solo
- Soul Intent (1995)
- Electric Cool-Aid: Acid Testing EP (2002)
- I Miss the Hip Hop Shop (2004)
- Grown Man Shit (2005)
- Searching for Jerry Garcia (2005)

### Z5 Elementz
- Yester Years EP (1996)
- The Album That Time Forgot (1998)
- 5-E Pt. 3 (1999)

### ZD12
- The Underground EP (1997)
- Devil's Night (2001)
- D12 World (2004)

### Promatic (Proof & Dogmatic)
- Promatic LP (2002)